# Župnija Sveti Andraž v Halozah - Zgornji Leskovec
Župnija Sveti Andraž v Halozah - Zgornji Leskovec je rimskokatoliška teritorialna župnija Dekanije Zavrč Ptujsko-ormoškega naddekanata Nadškofije Maribor.

## Cerkve
| #  | Slika | Cerkev                      | Naselje          |
| -- | ----- | --------------------------- | ---------------- |
| 1. |       | Cerkev sv. Andreja          | Zgornji Leskovec |
| 2. |       | Cerkev sv. Avguština        | Velika Varnica   |
| 3. |       | Cerkev sv. Marije Magdalene | Velika Varnica   |